# Coupe d'Europe de ski alpin 2009-2010
Navigation
Édition précédente Édition suivante
La Coupe d'Europe de ski alpin 2009-2010 est la 39e édition de la Coupe d'Europe de ski alpin, compétition de ski alpin organisée annuellement par la Fédération internationale de ski. Elle se déroule du 9 novembre 2009 au 13 mars 2010 dans vingt-huit stations européennes réparties dans dix pays. Ce sont l'allemande Lena Dürr et le suisse Christian Spescha qui remportent les classements généraux, tous deux avec la particularité de n'avoir remporté aucun petit globe mais en ayant marqué des points dans les cinq disciplines.

## Déroulement de la saison
La saison débute à Reiteralm par deux super G masculins les 9 et 10 novembre 2009 et à Wittenburg le 20 novembre 2009 pour les femmes avec un slalom en salle. Elle comporte, après annulations et reports, vingt étapes masculines et dix-huit étapes féminines réparties dans treize pays. Les finales ont lieu du 6 au 13 mars 2010 sur deux sites : Tarvisio pour les épreuves de vitesse et Kranjska Gora pour les épreuves techniques.

### Saison des messieurs
| \| Wittemberg Levi Bansko \| Sites des compétitions en Europe (hors des Alpes) |
| Wittemberg Levi Bansko                                                         |

| \| Reiteralm Val Thorens Lenzerheide Plan de Corones Obereggen Pozza di Fassa Madonna di Campiglio Wengen Patscherkofel Kirchberg Les Orres Méribel Oberjoch Monte Pora Sarentino Platak Tarvisio Kranjska Gora \| Les sites des compétitions situés dans les Alpes |
| Reiteralm Val Thorens Lenzerheide Plan de Corones Obereggen Pozza di Fassa Madonna di Campiglio Wengen Patscherkofel Kirchberg Les Orres Méribel Oberjoch Monte Pora Sarentino Platak Tarvisio Kranjska Gora                                                        |

### Saison des dames
| \| Trysil Wittemberg Funäsdalen Kvitfjell Formigal La Molina Soldeu \| Sites des compétitions en Europe (hors des Alpes) |
| Trysil Wittemberg Funäsdalen Kvitfjell Formigal La Molina Soldeu                                                         |

| \| Altenmarkt im Pongau Alleghe Sankt Sebastian Pozza di Fassa Caspoggio St-Moritz Melchsee-Frutt Crans-Montana Gressoney Courchevel Bischofswiesen Lenggries Auron Tarvisio Kranjska Gora \| Les sites des compétitions situés dans les Alpes |
| Altenmarkt im Pongau Alleghe Sankt Sebastian Pozza di Fassa Caspoggio St-Moritz Melchsee-Frutt Crans-Montana Gressoney Courchevel Bischofswiesen Lenggries Auron Tarvisio Kranjska Gora                                                        |

## Classement général
Les vainqueurs des classements généraux sont l'allemande Lena Dürr et le suisse Christian Spescha. 
| Rang | Nom               | Points | Victoire(s) | Podium(s) |
| ---- | ----------------- | ------ | ----------- | --------- |
| 1    | Christian Spescha | 666    | 3           | 4         |
| 2    | Anthony Obert     | 603    | 1           | 4         |
| 3    | Marc Gisin        | 568    | 1           | 3         |
| 4    | Christoph Nösig   | 564    | 2           | 4         |
| 5    | Joachim Puchner   | 560    | 1           | 4         |
| 6    | Ami Oreiller      | 544    | 1           | 3         |
| 7    | Cornel Züger (de) | 537    | 1           | 4         |
| 8    | Bernhard Graf     | 507    |             |           |
| 9    | Anton Lahdenperä  | 474    | 1           | 3         |
| 10   | Björn Sieber      | 453    | 1           | 3         |

| Rang | Nom                 | Points | Victoire(s) | Podium(s) |
| ---- | ------------------- | ------ | ----------- | --------- |
| 1    | Lena Dürr           | 797    | 2           | 5         |
| 2    | Ramona Siebenhofer  | 762    | 2           | 5         |
| 3    | Elena Curtoni       | 692    | 1           | 6         |
| 4    | Mariella Voglreiter | 676    | 3           | 6         |
| 5    | Bernadette Schild   | 609    | 1           | 3         |
| 6    | Francesca Marsaglia | 564    | 1           | 1         |
| 7    | Camilla Borsotti    | 548    | 2           | 3         |
| 7    | Lene Løseth         | 548    | 1           | 4         |
| 9    | Barbara Wirth       | 507    |             | 3         |
| 10   | Sara Hector         | 486    |             | 3         |

## Classements de chaque discipline
Les noms en gras remportent les titres des disciplines.

### Descente
Les vainqueurs des classements de descente sont les suisses Rabea Grand et Cornel Züger. 
| Rang | Nom               | Points | Victoire(s) | Podium(s) |
| ---- | ----------------- | ------ | ----------- | --------- |
| 1    | Cornel Züger      | 405    | 1           | 3         |
| 2    | Siegmar Klotz     | 354    | 1           | 3         |
| 3    | Ami Oreiller      | 308    | 1           | 2         |
| 4    | Marc Gisin        | 275    | 1           | 1         |
| 5    | Christian Spescha | 265    | 1           | 2         |
| 6    | Joachim Puchner   | 244    |             | 2         |
| 7    | Yannick Bertrand  | 192    |             | 2         |
| 8    | Paolo Pangrazzi   | 182    |             | 1         |
| 9    | Vitus Lüönd       | 165    |             | 1         |
| 10   | Ralf Kreuzer (de) | 145    |             | 1         |

| Rang | Nom                  | Points | Victoire(s) | Podium(s) |
| ---- | -------------------- | ------ | ----------- | --------- |
| 1    | Rabea Grand          | 225    | 1           | 2         |
| 2    | Stefanie Moser       | 213    |             | 1         |
| 3    | Kajsa Kling          | 200    | 2           | 2         |
| 4    | Mariella Voglreiter  | 190    | 1           | 1         |
| 5    | Enrica Cipriani      | 164    |             | 1         |
| 6    | Francesca Marsaglia  | 162    |             |           |
| 7    | Isabelle Stiepel     | 150    |             | 2         |
| 8    | Christina Staudinger | 140    |             |           |
| 9    | Margret Altacher     | 139    |             | 1         |
| 10   | Leanne Smith         | 136    | 1           | 1         |

### Super G
Les vainqueurs des classements de super G sont l'autrichienne Mariella Voglreiter et le tchèque Petr Záhrobský. 
| Rang | Nom                 | Points | Victoire(s) | Podium(s) |
| ---- | ------------------- | ------ | ----------- | --------- |
| 1    | Petr Záhrobský      | 275    | 1           | 2         |
| 2    | Joachim Puchner     | 240    | 1           | 1         |
| 3    | Patrick Küng        | 209    | 1           | 2         |
| 4    | Philipp Schörghofer | 181    |             | 1         |
| 5    | Christian Spescha   | 158    | 1           | 1         |
| 6    | Ami Oreiller        | 154    |             | 1         |
| 7    | Cornel Züger        | 132    |             | 1         |
| 8    | Rok Perko           | 122    | 1           | 1         |
| 9    | Marc Gisin          | 114    |             | 1         |
| 10   | Stephan Görgl       | 100    |             | 1         |

| Rang | Nom                  | Points | Victoire(s) | Podium(s) |
| ---- | -------------------- | ------ | ----------- | --------- |
| 1    | Mariella Voglreiter  | 462    | 2           | 5         |
| 2    | Elena Curtoni        | 369    |             | 4         |
| 3    | Francesca Marsaglia  | 318    | 1           | 1         |
| 4    | Priska Nufer         | 301    |             | 2         |
| 5    | Christina Staudinger | 298    | 1           | 1         |
| 6    | Denise Feierabend    | 294    |             | 1         |
| 7    | Stefanie Moser       | 230    |             | 1         |
| 8    | Nina Tipotsch        | 190    |             | 1         |
| 9    | Marianne Abderhalden | 160    |             | 1         |
| 10   | Camilla Borsotti     | 159    | 1           | 1         |

### Géant
Les vainqueurs des classements de slalom géant sont la norvégienne Lene Løseth et l'autrichien Christoph Nösig. 
| Rang | Nom               | Points | Victoire(s) | Podium(s) |
| ---- | ----------------- | ------ | ----------- | --------- |
| 1    | Christoph Nösig   | 409    | 2           | 4         |
| 2    | Florian Eisath    | 380    | 1           | 3         |
| 3    | Björn Sieber      | 347    | 1           | 3         |
| 4    | Matts Olsson      | 340    | 1           | 2         |
| 5    | Anthony Obert     | 293    |             | 2         |
| 6    | Bernhard Graf     | 292    |             |           |
| 7    | Omar Longhi       | 271    | 1           | 2         |
| 8    | Wolfgang Hell     | 220    |             |           |
| 9    | Markus Nilsen     | 211    |             |           |
| 10   | Christian Spescha | 209    | 1           | 1         |

| Rang | Nom                  | Points | Victoire(s) | Podium(s) |
| ---- | -------------------- | ------ | ----------- | --------- |
| 1    | Lene Løseth          | 506    | 1           | 4         |
| 2    | Lena Dürr            | 464    | 2           | 4         |
| 3    | Ramona Siebenhofer   | 369    | 2           | 3         |
| 4    | Martina Geisler (de) | 291    | 1           | 2         |
| 5    | Kathrin Führer       | 278    |             |           |
| 6    | Karin Hackl          | 276    | 1           | 3         |
| 7    | Sara Hector          | 268    |             | 2         |
| 8    | Bernadette Schild    | 216    | 1           | 1         |
| 9    | Ana Drev             | 198    | 1           | 1         |
| 10   | Mona Løseth          | 196    |             | 2         |

### Slalom
Les vainqueurs des classements de slalom sont l'autrichienne Bernadette Schild et le suédois Anton Lahdenperä. 
| Rang | Nom              | Points | Victoire(s) | Podium(s) |
| ---- | ---------------- | ------ | ----------- | --------- |
| 1    | Anton Lahdenperä | 474    |             | 3         |
| 2    | Axel Bäck        | 450    |             | 4         |
| 3    | Jens Byggmark    | 353    | 1           | 2         |
| 4    | Stefano Gross    | 352    |             | 3         |
| 5    | Christoph Dreier | 325    | 1           | 1         |
| 5    | Naoki Yuasa      | 325    | 2           | 2         |
| 7    | Anthony Obert    | 301    | 1           | 2         |
| 8    | Matic Skube      | 296    | 1           | 2         |
| 9    | Reinfried Herbst | 280    | 2           | 3         |
| 10   | Marc Gisin       | 266    | 1           | 3         |

| Rang | Nom                     | Points | Victoire(s) | Podium(s) |
| ---- | ----------------------- | ------ | ----------- | --------- |
| 1    | Bernadette Schild       | 393    |             | 2         |
| 2    | Emelie Wikström         | 388    | 1           | 3         |
| 3    | Carmen Thalmann         | 367    | 1           | 2         |
| 4    | Barbara Wirth           | 356    |             | 3         |
| 5    | Veronika Velez Zuzulová | 300    | 3           | 3         |
| 6    | Lena Dürr               | 271    |             |           |
| 7    | Christina Ackermann     | 260    | 1           | 3         |
| 8    | Camilla Borsotti        | 215    |             |           |
| 9    | Laurie Mougel           | 214    |             |           |
| 10   | Sara Hector             | 213    |             | 1         |

### Combiné
Les vainqueurs des classements du combiné sont les italiens Elena Curtoni et Paolo Pangrazzi. 
| Rang | Nom                 | Points | Victoire(s) | Podium(s) |
| ---- | ------------------- | ------ | ----------- | --------- |
| 1    | Paolo Pangrazzi     | 145    | 1           | 1         |
| 2    | Andy Plank          | 124    | 1           | 1         |
| 3    | Mathieu Faivre      | 98     |             | 1         |
| 4    | Philipp Schörghofer | 90     |             |           |
| 5    | Hannes Wagner       | 88     |             | 1         |
| 6    | Joachim Puchner     | 76     |             | 1         |
| 6    | Alexis Pinturault   | 76     |             |           |
| 8    | Mauro Caviezel      | 60     |             | 1         |
| 9    | Riccardo Tonetti    | 59     |             |           |
| 10   | Daniel Ericsson     | 58     |             |           |

| Rang | Nom                | Points | Victoire(s) | Podium(s) |
| ---- | ------------------ | ------ | ----------- | --------- |
| 1    | Elena Curtoni      | 114    | 1           | 1         |
| 2    | Ester Good         | 106    |             | 1         |
| 3    | Mona Løseth        | 100    | 1           | 1         |
| 4    | Ramona Siebenhofer | 80     |             | 1         |
| 5    | Michaela Nösig     | 77     |             |           |
| 6    | Carmen Thalmann    | 76     |             | 1         |
| 7    | Camilla Borsotti   | 60     |             | 1         |
| 8    | Emelie Wikström    | 50     |             |           |
| 8    | Enrica Cipriani    | 50     |             |           |
| 10   | Tamara Tippler     | 47     |             |           |

## Calendrier et résultats

### Messieurs
| N°      | Lieu                 | Date             | Épreuve   | Vainqueur                                             | Deuxième                                              | Troisième                                             |
| ------- | -------------------- | ---------------- | --------- | ----------------------------------------------------- | ----------------------------------------------------- | ----------------------------------------------------- |
| 1       | Reiteralm            | 9 novembre 2009  | Super G   | Patrick Küng                                          | Philipp Schörghofer                                   | Edward Drake                                          |
| 2       | Reiteralm            | 10 novembre 2009 | Super G   | Petr Záhrobský                                        | Patrick Küng                                          | Stephan Görgl                                         |
| 3       | Wittemberg           | 17 novembre 2009 | Slalom,   | Hans Olsson                                           | Axel Bäck                                             | Kilian Albrecht                                       |
| 4       | Levi                 | 25 novembre 2009 | Géant     | Christian Spescha                                     | Matts Olsson                                          | Marc Gisin                                            |
| 5       | Levi                 | 26 novembre 2009 | Géant     | Kryštof Krýzl                                         | Anthony Obert                                         | Björn Sieber                                          |
| 6       | Val Thorens          | 2 décembre 2009  | Géant     | Omar Longhi                                           | Alexandre Anselmet                                    | Janez Jazbec                                          |
| 7       | Val Thorens          | 3 décembre 2009  | Slalom    | Marc Gini                                             | Mattias Hargin                                        | Alexandre Anselmet                                    |
| -       | Lenzerheide          | 9 décembre 2009  | Slalom    | Épreuve annulée.                                      | Épreuve annulée.                                      | Épreuve annulée.                                      |
| 8       | Kronplatz            | 11 décembre 2009 | Géant     | Björn Sieber                                          | Florian Eisath                                        | Christoph Nösig                                       |
| 9       | Kronplatz            | 12 décembre 2009 | Géant     | Florian Eisath                                        | Anthony Obert                                         | Björn Sieber                                          |
| 10      | Obereggen            | 16 décembre 2009 | Slalom    | Giuliano Razzoli                                      | Reinfried Herbst                                      | Mattias Hargin                                        |
| 11      | Pozza di Fassa       | 18 décembre 2009 | Slalom    | Jens Byggmark                                         | Reinfried Herbst                                      | Marc Gini                                             |
| 12      | Madonna di Campiglio | 19 décembre 2009 | Slalom    | Michael Janyk                                         | Axel Bäck                                             | Cristian Deville                                      |
| 13      | Wengen               | 7 janvier 2010   | Descente  | Thomas Singer                                         | Joachim Puchner                                       | Yannick Bertrand                                      |
| -       | Wengen               | 9 janvier 2010   | Descente  | Épreuve anullée                                       | Épreuve anullée                                       | Épreuve anullée                                       |
| 14      | Patscherkofel        | 14 janvier 2010  | Descente  | Ami Oreiller                                          | Paolo Pangrazzi                                       | Christian Spescha                                     |
| 15      | Patscherkofel        | 15 janvier 2010  | Descente  | Christian Spescha                                     | Ami Oreiller                                          | Siegmar Klotz                                         |
| 16      | Kirchberg            | 17 janvier 2010  | Géant     | Christoph Nösig                                       | Hannes Reichelt                                       | Kjetil Jansrud                                        |
| 17      | Kirchberg            | 18 janvier 2010  | Slalom    | Christoph Nösig                                       | Hannes Reichelt                                       | Kjetil Jansrud                                        |
| 18      | Bansko               | 22 janvier 2010  | Slalom    | Naoki Yuasa                                           | Stefano Gross                                         | Anthony Obert                                         |
| 19      | Bansko               | 23 janvier 2010  | Slalom    | Naoki Yuasa                                           | Will Brandenburg                                      | Matic Skube                                           |
| 20      | Les Orres            | 27 janvier 2010  | Descente  | Marc Gisin                                            | Siegmar Klotz                                         | Yannick Bertrand                                      |
| 21      | Les Orres            | 28 janvier 2010  | Descente, | Siegmar Klotz                                         | Cornel Züger                                          | Ralf Kreuzer                                          |
| 22      | Les Orres            | 29 janvier 2010  | Super G   | Christian Spescha                                     | Petr Záhrobský                                        | Andreas Strodl                                        |
| -       | Les Orres            | 30 janvier 2010  | Combiné   | Épreuve annulée, reportée à Sarentino le 4 mars 2010. | Épreuve annulée, reportée à Sarentino le 4 mars 2010. | Épreuve annulée, reportée à Sarentino le 4 mars 2010. |
| 23      | Méribel              | 8 février 2010   | Géant     | Christoph Nösig                                       | Florian Eisath                                        | Omar Longhi                                           |
| 24      | Méribel              | 9 février 2010   | Slalom    | Matic Skube                                           | Anton Lahdenperä                                      | Victor Muffat-Jeandet                                 |
| 25      | Oberjoch             | 11 février 2010  | Géant     | Matts Olsson                                          | Christoph Nösig                                       | Marc Berthod                                          |
| 26      | Oberjoch             | 12 février 2010  | Slalom    | Reinfried Herbst                                      | Marc Gini                                             | Felix Neureuther                                      |
| -       | Monte Pora           | 18 février 2010  | Géant     | Épreuve annulée.                                      | Épreuve annulée.                                      | Épreuve annulée.                                      |
| 27      | Monte Pora           | 19 février 2010  | Slalom    | Christoph Dreier                                      | Stefano Gross                                         | Hannes Brenner                                        |
| 28      | Sarentino            | 2 mars 2010      | Descente  | Cornel Züger                                          | Joachim Puchner                                       | Vitus Lüönd                                           |
| 29      | Sarentino            | 3 mars 2010      | Combiné   | Andy Plank                                            | Hannes Wagner                                         | Mauro Caviezel                                        |
| 30      | Sarentino            | 4 mars 2010      | Combiné,  | Paolo Pangrazzi                                       | Mathieu Faivre                                        | Joachim Puchner                                       |
| 31      | Sarentino            | 5 mars 2010      | Super G   | Joachim Puchner                                       | Ami Oreiller                                          | Marc Gisin                                            |
| 32      | Platak               | 7 mars 2010      | Slalom    | Anthony Obert                                         | Axel Bäck                                             | Anton Lahdenperä                                      |
| Finales |                      |                  |           |                                                       |                                                       |                                                       |
| 33      | Kranjska Gora        | 8 mars 2010      | Géant     | Philipp Schörghofer                                   | Alexis Pinturault                                     | Sébastien Pichot                                      |
| 34      | Kranjska Gora        | 9 mars 2010      | Slalom    | Felix Neureuther                                      | Jens Byggmark                                         | Stefano Gross                                         |
| 35      | Tarvisio             | 11 mars 2010     | Super G   | Rok Perko                                             | Cornel Züger                                          | Andrej Križaj                                         |
| 36      | Tarvisio             | 13 mars 2010     | Descente  | Steven Nyman                                          | Cornel Züger                                          | Andreas Romar                                         |

### Dames
| N°      | Lieu                 | Date              | Épreuve  | Vainqueur                                                                        | Deuxième                                                                         | Troisième                                                                        |
| ------- | -------------------- | ----------------- | -------- | -------------------------------------------------------------------------------- | -------------------------------------------------------------------------------- | -------------------------------------------------------------------------------- |
| 1       | Wittemberg           | 20 novembre 2009  | Slalom,  | Camilla Borsotti                                                                 | Lena Dürr                                                                        | Barbara Prantl                                                                   |
| 2       | Funäsdalen           | 28 novembre 2009  | Géant    | Martina Geisler                                                                  | Sara Hector                                                                      | Lotte Smiseth Sejersted                                                          |
| 3       | Funäsdalen           | 29 novembre 2009  | Slalom   | Carmen Thalmann                                                                  | Emelie Wikström                                                                  | Michaela Nösig                                                                   |
| 4       | Funäsdalen           | 30 novembre 2009  | Slalom,  | Emelie Wikström                                                                  | Carmen Thalmann                                                                  | Bernadette Schild                                                                |
| -       | Trysil               | 1er décembre 2009 | Géant    | Épreuve annulée, remplacée par Kvitfjell le 4 décembre 2009.                     | Épreuve annulée, remplacée par Kvitfjell le 4 décembre 2009.                     | Épreuve annulée, remplacée par Kvitfjell le 4 décembre 2009.                     |
| -       | Trysil               | 2 décembre 2009   | Slalom   | Épreuve annulée, remplacée par Funäsdalen le 30 novembre 2009.                   | Épreuve annulée, remplacée par Funäsdalen le 30 novembre 2009.                   | Épreuve annulée, remplacée par Funäsdalen le 30 novembre 2009.                   |
| 5       | Kvitfjell            | 4 décembre 2009   | Géant    | Lena Dürr                                                                        | Lene Løseth                                                                      | Sara Hector                                                                      |
| 6       | Kvitfjell            | 5 décembre 2009   | Combiné  | Mona Løseth                                                                      | Ramona Siebenhofer                                                               | Carmen Thalmann                                                                  |
| -       | Kvitfjell            | 6 décembre 2009   | Super G  | Épreuve annulée, remplacée par Saint-Moritz le 21 janvier 2010.                  | Épreuve annulée, remplacée par Saint-Moritz le 21 janvier 2010.                  | Épreuve annulée, remplacée par Saint-Moritz le 21 janvier 2010.                  |
| -       | Altenmarkt im Pongau | 16 décembre 2009  | Descente | Épreuve annulée, remplacée par Auron le 5 mars 2010.                             | Épreuve annulée, remplacée par Auron le 5 mars 2010.                             | Épreuve annulée, remplacée par Auron le 5 mars 2010.                             |
| -       | Altenmarkt im Pongau | 17 décembre 2009  | Combiné  | Épreuve annulée.                                                                 | Épreuve annulée.                                                                 | Épreuve annulée.                                                                 |
| -       | Altenmarkt im Pongau | 18 décembre 2009  | Super G  | Épreuve annulée, remplacée par Auron le 1er mars 2010.                           | Épreuve annulée, remplacée par Auron le 1er mars 2010.                           | Épreuve annulée, remplacée par Auron le 1er mars 2010.                           |
| 7       | Alleghe              | 16 décembre 2009  | Géant,   | Ramona Siebenhofer                                                               | Lena Dürr                                                                        | Sarah Schleper                                                                   |
| 8       | Alleghe              | 17 décembre 2009  | Géant,   | Ramona Siebenhofer                                                               | Sarah Schleper                                                                   | Lena Dürr                                                                        |
| 9       | Alleghe              | 18 décembre 2009  | Slalom,  | Marlies Schild                                                                   | Christina Ackermann                                                              | Brigitte Acton                                                                   |
| 10      | Pozza di Fassa       | 19 décembre 2009  | Slalom   | Manuela Mölgg                                                                    | Nicole Gius                                                                      | Emelie Wikström                                                                  |
| -       | Sankt Sebastian      | 20 décembre 2009  | Géant    | Épreuve annulée, remplacée par Alleghe le 17 décembre 2009.                      | Épreuve annulée, remplacée par Alleghe le 17 décembre 2009.                      | Épreuve annulée, remplacée par Alleghe le 17 décembre 2009.                      |
| 11      | Caspoggio            | 11 décembre 2009  | Combiné  | Elena Curtoni                                                                    | Esther Good                                                                      | Camilla Borsotti                                                                 |
| 12      | Caspoggio            | 14 décembre 2010  | Descente | Mariella Voglreiter                                                              | Stefanie Moser                                                                   | Anne-Sophie Koehn                                                                |
| 13      | Caspoggio            | 15 décembre 2010  | Descente | Leanne Smith                                                                     | Margret Altacher                                                                 | Elena Curtoni                                                                    |
| 14      | Saint-Moritz         | 19 janvier 2010   | Descente | Rabea Grand                                                                      | Ramona Siebenhofer                                                               | Enrica Cipriani                                                                  |
| 15      | Saint-Moritz         | 20 janvier 2010   | Super G  | Camilla Borsotti                                                                 | Denise Feierabend                                                                | Elena Curtoni                                                                    |
| 16      | Saint-Moritz         | 21 janvier 2010   | Super G, | Francesca Marsaglia                                                              | Elena Curtoni                                                                    | Elena Prosteva (it)                                                              |
| 17      | Melchsee-Frutt       | 22 janvier 2010   | Slalom   | Veronika Velez Zuzulová                                                          | Therese Borssén                                                                  | Barbara Wirth                                                                    |
| 18      | Crans-Montana        | 25 janvier 2010   | Géant    | Lene Løseth                                                                      | Kajsa Kling                                                                      | Martina Geisler                                                                  |
| 19      | Gressoney            | 27 janvier 2010   | Slalom   | Christina Geiger                                                                 | Chiara Costazza                                                                  | Barbara Wirth                                                                    |
| 20      | Courchevel           | 29 janvier 2010   | Géant    | Bernadette Schild                                                                | Karin Hackl                                                                      | Ramona Siebenhofer                                                               |
| 21      | Götschen             | 11 février 2010   | Géant    | Karin Hackl                                                                      | Stefanie Köhle                                                                   | Lene Løseth                                                                      |
| 22      | Lenggries            | 12 février 2010   | Géant    | Veronika Velez Zuzulová                                                          | Christina Geiger                                                                 | Marlies Schild                                                                   |
| 23      | Formigal             | 18 février 2010   | Super G  | Margret Altacher                                                                 | Mariella Voglreiter                                                              | Marianne Abderhalden                                                             |
| 24      | Formigal             | 19 février 2010   | Super G  | Mariella Voglreiter                                                              | Mona Løseth                                                                      | Nina Tipotsch                                                                    |
| 25      | La Molina            | 22 février 2010   | Slalom   | Monica Hübner                                                                    | Bernadette Schild                                                                | Barbara Wirth                                                                    |
| 26      | Soldeu               | 24 février 2010   | Géant    | Lena Dürr                                                                        | Lene Løseth                                                                      | Karin Hackl                                                                      |
| 27      | Auron                | 1er mars 2010     | Super G, | Mariella Voglreiter                                                              | Elena Curtoni                                                                    | Priska Nufer                                                                     |
| 28      | Auron                | 2 mars 2010       | Super G  | Christina Staudinger                                                             | Elena Curtoni                                                                    | Mariella Voglreiter                                                              |
| 29      | Auron                | 4 mars 2010       | Descente | Épreuve annulée                                                                  | Épreuve annulée                                                                  | Épreuve annulée                                                                  |
| 30      | Auron                | 5 mars 2010       | Descente | Épreuve annulée, remplacée par Tarvisio le 9 mars 2010 en préambule des finales. | Épreuve annulée, remplacée par Tarvisio le 9 mars 2010 en préambule des finales. | Épreuve annulée, remplacée par Tarvisio le 9 mars 2010 en préambule des finales. |
| 31      | Tarvisio             | 9 mars 2010       | Descente | Kajsa Kling                                                                      | Rabea Grand                                                                      | Isabelle Stiepel                                                                 |
| Finales |                      |                   |          |                                                                                  |                                                                                  |                                                                                  |
| 32      | Tarvisio             | 10 mars 2010      | Descente | Kajsa Kling                                                                      | Verena Stuffer                                                                   | Isabelle Stiepel                                                                 |
| 33      | Tarvisio             | 11 mars 2010      | Super G  | Regina Mader                                                                     | Priska Nufer                                                                     | Mariella Voglreiter                                                              |
| 34      | Kranjska Gora        | 12 mars 2010      | Géant    | Ana Drev                                                                         | Mona Løseth                                                                      | Anna Hofer                                                                       |
| 35      | Kranjska Gora        | 13 mars 2010      | Descente | Veronika Velez Zuzulová                                                          | Anémone Marmottan                                                                | Sara Hector                                                                      |